# Sidi Ali Benyoub
Sidi Ali Benyoub là một đô thị thuộc tỉnh Sidi Bel Abbès, Algérie. Dân số thời điểm năm 2002 là 10.567 người.